# Iurkivți, Cemerivți
Iurkivți (în ucraineană Юрківці) este localitatea de reședință a comunei Iurkivți din raionul Cemerivți, regiunea Hmelnîțkîi, Ucraina.

## Demografie
Componența lingvistică a localității Iurkivți
     Ucraineană (99,31%)
     Alte limbi (0,69%)
Conform recensământului din 2001, majoritatea populației localității Iurkivți era vorbitoare de ucraineană (99,31%), existând în minoritate și vorbitori de alte limbi.